# Torneo Apertura 2019 (Perú)
El Torneo Apertura fue el primero de los dos torneos cortos que forma parte de la Liga 1 2019. Empezó el 15 de febrero de 2019 y terminó el 11 de junio.

## Formato
Los dieciocho equipos jugarán entre sí mediante sistema de todos contra todos una vez totalizando diecisiete partidos cada uno. Al término de las diecisiete fechas el primer equipo se proclamará campeón.
El campeón del Torneo Apertura clasificará a los Playoffs y a la Copa Libertadores 2020, siempre y cuando se ubique entre los ocho primeros de la Tabla de Acumulada culminados los dos Torneos. En caso de que no logre ubicarse dentro de dicha posición, será reemplazado por el Club mejor ubicado en la Tabla Acumulada después de los tres torneos y que no haya clasificado a los Playoffs.

## Equipos participantes
En el torneo participaran 18 equipos: los 14 primeros clasificados en la tabla acumulada del Campeonato Descentralizado 2018, el campeón de la Segunda División 2018, el campeón de la Copa Perú 2018 y el primer y segundo puesto del Cuadrangular de Ascenso 2018 disputado entre los segundos y terceros puestos de la Segunda División y Copa Perú respectivamente.

## Tabla de posiciones

### Clasificación
|                                                          | Pos. | Equipo                   | PJ | PG | PE | PP | GF | GC | DG  | Puntos |
| -------------------------------------------------------- | ---- | ------------------------ | -- | -- | -- | -- | -- | -- | --- | ------ |
|                                                          | 1.°  | Deportivo Binacional (G) | 17 | 12 | 0  | 5  | 44 | 23 | +21 | 36     |
|                                                          | 2.°  | Sporting Cristal         | 17 | 9  | 5  | 3  | 28 | 13 | +15 | 32     |
|                                                          | 3.°  | Univ. César Vallejo      | 17 | 9  | 2  | 6  | 25 | 21 | +4  | 29     |
|                                                          | 4.°  | Deportivo Municipal      | 17 | 7  | 7  | 3  | 27 | 20 | +7  | 27     |
|                                                          | 5.°  | Alianza Lima             | 17 | 7  | 5  | 5  | 30 | 24 | +6  | 26     |
|                                                          | 6.°  | Real Garcilaso           | 17 | 7  | 5  | 5  | 19 | 15 | +4  | 26     |
|                                                          | 7.°  | Ayacucho F. C.           | 17 | 7  | 4  | 6  | 26 | 23 | +3  | 25     |
|                                                          | 8.°  | UTC de Cajamarca         | 17 | 6  | 7  | 4  | 26 | 24 | +2  | 25     |
|                                                          | 9.°  | Academia Cantolao        | 17 | 6  | 7  | 4  | 18 | 17 | +1  | 25     |
|                                                          | 10.° | Sport Huancayo           | 17 | 6  | 6  | 5  | 22 | 23 | -1  | 24     |
|                                                          | 11.° | F. B. C. Melgar          | 17 | 6  | 5  | 6  | 26 | 25 | +1  | 23     |
|                                                          | 12.° | Universitario            | 17 | 6  | 5  | 6  | 25 | 27 | -2  | 23     |
|                                                          | 13.° | Alianza Universidad      | 17 | 5  | 7  | 5  | 18 | 18 | 0   | 22     |
|                                                          | 14.° | Carlos A. Mannucci       | 17 | 4  | 4  | 9  | 22 | 27 | -5  | 16     |
|                                                          | 15.° | Unión Comercio           | 17 | 3  | 6  | 8  | 15 | 21 | -6  | 15     |
|                                                          | 16.° | Univ. San Martín         | 17 | 3  | 6  | 8  | 13 | 32 | -19 | 15     |
|                                                          | 17.° | Pirata F. C.             | 17 | 3  | 5  | 9  | 17 | 29 | -12 | 13     |
|                                                          | 18.° | Sport Boys               | 17 | 2  | 4  | 11 | 9  | 28 | -19 | 10     |
| Última actualización: 7 de junio de 2019. Fuente: Liga 1 |      |                          |    |    |    |    |    |    |     |        |

|  | Ganador del Apertura. Clasificado a los Play-offs del campeonato. (G) |

| 1. 2. |

### Evolución de la clasificación
| Jornada / Equipo     | 1  | 2  | 3  | 4  | 5  | 6  | 7  | 8  | 9  | 10 | 11 | 12 | 13 | 14 | 15 | 16 | 17 |
| Jornada / Equipo     |    |    |    |    |    |    |    |    |    |    |    |    |    |    |    |    |    |
| -------------------- | -- | -- | -- | -- | -- | -- | -- | -- | -- | -- | -- | -- | -- | -- | -- | -- | -- |
| Deportivo Binacional | 5  | 1  | 1  | 3  | 2  | 2  | 2  | 1  | 1  | 1  | 1  | 1  | 1  | 1  | 1  | 1  | 1  |
| Sporting Cristal     | 3  | 2  | 2  | 1  | 1  | 1  | 1  | 2  | 2  | 2  | 2  | 2  | 2  | 2  | 2  | 2  | 2  |
| Univ. César Vallejo  | 15 | 13 | 15 | 12 | 15 | 10 | 8  | 11 | 7  | 10 | 7  | 5  | 3  | 5  | 4  | 4  | 3  |
| Deportivo Municipal  | 2  | 3  | 8  | 9  | 9  | 6  | 9  | 5  | 8  | 7  | 4  | 6  | 4  | 3  | 3  | 3  | 4  |
| Alianza Lima         | 1  | 6  | 5  | 4  | 3  | 4  | 5  | 6  | 10 | 11 | 8  | 8  | 5  | 6  | 6  | 5  | 5  |
| Real Garcilaso       | 14 | 7  | 6  | 5  | 5  | 8  | 4  | 4  | 3  | 4  | 5  | 7  | 9  | 4  | 7  | 7  | 6  |
| Ayacucho F. C.       | 6  | 9  | 12 | 8  | 8  | 5  | 3  | 3  | 4  | 5  | 6  | 3  | 8  | 10 | 9  | 11 | 7  |
| UTC de Cajamarca     | 10 | 11 | 11 | 7  | 12 | 12 | 12 | 9  | 11 | 9  | 9  | 9  | 6  | 9  | 8  | 9  | 8  |
| Academia Cantolao    | 12 | 17 | 9  | 11 | 11 | 14 | 16 | 16 | 12 | 12 | 12 | 12 | 10 | 7  | 5  | 6  | 9  |
| Sport Huancayo       | 16 | 15 | 17 | 16 | 17 | 17 | 17 | 17 | 16 | 17 | 15 | 14 | 13 | 12 | 10 | 12 | 10 |
| F. B. C. Melgar      | 17 | 16 | 16 | 17 | 13 | 16 | 13 | 10 | 9  | 6  | 11 | 10 | 11 | 13 | 12 | 13 | 11 |
| Universitario        | 11 | 4  | 3  | 2  | 4  | 3  | 6  | 7  | 6  | 3  | 3  | 4  | 7  | 8  | 13 | 10 | 12 |
| Alianza Universidad  | 13 | 12 | 7  | 10 | 7  | 7  | 7  | 8  | 5  | 8  | 10 | 11 | 12 | 11 | 11 | 8  | 13 |
| Carlos A. Mannucci   | 7  | 10 | 13 | 14 | 10 | 15 | 10 | 13 | 14 | 13 | 13 | 13 | 14 | 14 | 14 | 14 | 14 |
| Unión Comercio       | 8  | 5  | 4  | 6  | 6  | 9  | 14 | 12 | 13 | 14 | 14 | 15 | 16 | 15 | 15 | 16 | 15 |
| Univ. San Martín     | 9  | 14 | 14 | 15 | 16 | 13 | 15 | 15 | 17 | 15 | 16 | 16 | 17 | 16 | 16 | 15 | 16 |
| Pirata F. C.         | 4  | 8  | 10 | 13 | 14 | 11 | 11 | 14 | 15 | 16 | 17 | 17 | 15 | 17 | 17 | 17 | 17 |
| Sport Boys           | 18 | 18 | 18 | 18 | 18 | 18 | 18 | 18 | 18 | 18 | 18 | 18 | 18 | 18 | 18 | 18 | 18 |

| 1. 2. |

## Resultados
| Fecha 1              | Fecha 1   | Fecha 1             | Fecha 1                      | Fecha 1       | Fecha 1 | Fecha 1                 |
| Local                | Resultado | Visitante           | Estadio                      | Fecha         | Hora    | TV                      |
| -------------------- | --------- | ------------------- | ---------------------------- | ------------- | ------- | ----------------------- |
| Alianza Lima         | 3 – 0     | Sport Boys          | Alejandro Villanueva         | 15 de febrero | 20:00   | Gol Perú                |
| Univ. San Martín     | 1 – 1     | UTC de Cajamarca    | Alberto Gallardo             | 16 de febrero | 13:15   | Gol Perú                |
| Deportivo Binacional | 1 – 0     | Univ. César Vallejo | Guillermo Briceño Rosamedina | 16 de febrero | 15:30   | Gol Perú                |
| Carlos A. Mannucci   | 4 – 4     | Ayacucho F. C.      | Mansiche                     | 16 de febrero | 17:45   | Gol Perú                |
| Sport Huancayo       | 0 – 2     | Sporting Cristal    | Huancayo                     | 16 de febrero | 20:00   | Gol Perú                |
| Unión Comercio       | 1 – 1     | Universitario       | IPD de Moyobamba             | 17 de febrero | 13:30   | Gol Perú                |
| F. B. C. Melgar      | 0 – 3     | Deportivo Municipal | Monumental de la UNSA        | 17 de febrero | 16:00   | Gol Perú y Panamericana |
| Pirata F. C.         | 2 – 1     | Real Garcilaso      | Francisco Mendoza Pizarro    | 18 de febrero | 15:30   | –                       |
| Alianza Universidad  | 0 – 0     | Academia Cantolao   | Heraclio Tapia               | 18 de febrero | 20:00   | –                       |

| Fecha 2             | Fecha 2   | Fecha 2              | Fecha 2                   | Fecha 2       | Fecha 2 | Fecha 2                 |
| Local               | Resultado | Visitante            | Estadio                   | Fecha         | Hora    | TV                      |
| ------------------- | --------- | -------------------- | ------------------------- | ------------- | ------- | ----------------------- |
| UTC de Cajamarca    | 0 – 0     | Carlos A. Mannucci   | Cristo El Señor           | 22 de febrero | 15:30   | Gol Perú                |
| Universitario       | 3 – 1     | Pirata F. C.         | Monumental                | 22 de febrero | 20:00   | Gol Perú                |
| Univ. César Vallejo | 2 – 2     | Sport Huancayo       | Mansiche                  | 23 de febrero | 13:15   | Gol Perú                |
| Ayacucho F. C.      | 1 – 1     | F. B. C. Melgar      | Ciudad de Cumaná          | 23 de febrero | 15:30   | Gol Perú                |
| Academia Cantolao   | 0 – 4     | Deportivo Binacional | Miguel Grau               | 23 de febrero | 17:30   | Gol Perú                |
| Sport Boys          | 0 – 1     | Unión Comercio       | Miguel Grau               | 23 de febrero | 20:00   | Gol Perú                |
| Deportivo Municipal | 0 – 0     | Alianza Universidad  | Miguel Grau               | 24 de febrero | 13:30   | Gol Perú                |
| Sporting Cristal    | 1 – 0     | Alianza Lima         | Nacional                  | 24 de febrero | 16:00   | Gol Perú y Panamericana |
| Real Garcilaso      | 2 – 1     | Univ. San Martín     | Inca Garcilaso de la Vega | 25 de febrero | 15:30   | Gol Perú                |

| Fecha 3              | Fecha 3   | Fecha 3             | Fecha 3                      | Fecha 3     | Fecha 3 | Fecha 3                 |
| Local                | Resultado | Visitante           | Estadio                      | Fecha       | Hora    | TV                      |
| -------------------- | --------- | ------------------- | ---------------------------- | ----------- | ------- | ----------------------- |
| Univ. San Martín     | 2 – 3     | Universitario       | Nacional                     | 1 de marzo  | 20:00   | Gol Perú                |
| Deportivo Binacional | 3 – 0     | Deportivo Municipal | Guillermo Briceño Rosamedina | 2 de marzo  | 15:30   | Gol Perú                |
| Carlos A. Mannucci   | 0 – 1     | Real Garcilaso      | Mansiche                     | 2 de marzo  | 17:45   | Gol Perú                |
| Sport Boys           | 0 – 3     | Sporting Cristal    | Miguel Grau                  | 2 de marzo  | 20:00   | Gol Perú                |
| Alianza Universidad  | 1 – 0     | Ayacucho F. C.      | Heraclio Tapia               | 3 de marzo  | 15:30   | –                       |
| Alianza Lima         | 3 – 1     | Univ. César Vallejo | Alejandro Villanueva         | 3 de marzo  | 16:00   | Gol Perú y Panamericana |
| Unión Comercio       | 2 – 0     | Pirata F. C.        | IPD de Nueva Cajamarca       | 4 de marzo  | 15:30   | Gol Perú                |
| Sport Huancayo       | 0 – 3     | Academia Cantolao   | Huancayo                     | 4 de marzo  | 20:00   | Gol Perú                |
| F. B. C. Melgar      | 1 – 1     | UTC de Cajamarca    | Monumental de la UNSA        | 20 de marzo | 20:00   | Gol Perú                |

| Fecha 4             | Fecha 4   | Fecha 4              | Fecha 4                   | Fecha 4     | Fecha 4 | Fecha 4                 |
| Local               | Resultado | Visitante            | Estadio                   | Fecha       | Hora    | TV                      |
| ------------------- | --------- | -------------------- | ------------------------- | ----------- | ------- | ----------------------- |
| Ayacucho F. C.      | 3 – 2     | Deportivo Binacional | Ciudad de Cumaná          | 8 de marzo  | 15:30   | Gol Perú                |
| Univ. César Vallejo | 1 – 0     | Sport Boys           | Mansiche                  | 8 de marzo  | 20:00   | Gol Perú                |
| Sporting Cristal    | 1 – 0     | Unión Comercio       | Alberto Gallardo          | 9 de marzo  | 13:15   | Gol Perú                |
| Real Garcilaso      | 1 – 0     | F. B. C. Melgar      | Inca Garcilaso de la Vega | 9 de marzo  | 15:30   | Gol Perú                |
| Academia Cantolao   | 1 – 2     | Alianza Lima         | Miguel Grau               | 9 de marzo  | 20:00   | Gol Perú                |
| Pirata F. C.        | 0 – 0     | Univ. San Martín     | Francisco Mendoza Pizarro | 10 de marzo | 11:00   | Gol Perú                |
| Deportivo Municipal | 2 – 2     | Sport Huancayo       | Segundo Aranda Torres     | 10 de marzo | 13:30   | Gol Perú                |
| Universitario       | 1 – 0     | Carlos A. Mannucci   | Monumental                | 10 de marzo | 16:00   | Gol Perú y Panamericana |
| UTC de Cajamarca    | 2 – 1     | Alianza Universidad  | Germán Contreras Jara     | 11 de marzo | 15:30   | Gol Perú                |

| Fecha 5              | Fecha 5   | Fecha 5             | Fecha 5                      | Fecha 5     | Fecha 5 | Fecha 5                 |
| Local                | Resultado | Visitante           | Estadio                      | Fecha       | Hora    | TV                      |
| -------------------- | --------- | ------------------- | ---------------------------- | ----------- | ------- | ----------------------- |
| Deportivo Binacional | 4 – 1     | UTC de Cajamarca    | Guillermo Briceño Rosamedina | 15 de marzo | 15:30   | Gol Perú                |
| Sport Boys           | 0 – 0     | Academia Cantolao   | Miguel Grau                  | 15 de marzo | 20:00   | Gol Perú                |
| Unión Comercio       | 0 – 0     | Univ. San Martín    | IPD de Moyobamba             | 16 de marzo | 15:30   | Gol Perú                |
| Sport Huancayo       | 2 – 2     | Ayacucho F. C.      | Huancayo                     | 16 de marzo | 17:45   | Gol Perú                |
| Alianza Lima         | 2 – 2     | Deportivo Municipal | Alejandro Villanueva         | 16 de marzo | 20:00   | Gol Perú                |
| Sporting Cristal     | 4 – 1     | Univ. César Vallejo | Alberto Gallardo             | 17 de marzo | 11:15   | Gol Perú                |
| Carlos A. Mannucci   | 3 – 2     | Pirata F. C.        | Mansiche                     | 17 de marzo | 13:30   | Gol Perú                |
| Alianza Universidad  | 2 – 1     | Real Garcilaso      | Heraclio Tapia               | 17 de marzo | 15:30   | –                       |
| F. B. C. Melgar      | 2 – 1     | Universitario       | Monumental de la UNSA        | 17 de marzo | 16:00   | Gol Perú y Panamericana |

| Fecha 6             | Fecha 6   | Fecha 6              | Fecha 6                   | Fecha 6     | Fecha 6 | Fecha 6                 | Fecha 6 |
| Local               | Resultado | Visitante            | Estadio                   | Fecha       | Hora    | TV                      |         |
| ------------------- | --------- | -------------------- | ------------------------- | ----------- | ------- | ----------------------- | ------- |
| Real Garcilaso      | 0 – 1     | Deportivo Binacional | Inca Garcilaso de la Vega | 22 de marzo | 15:30   | Gol Perú                |         |
| Pirata F. C.        | 2 – 0     | F. B. C. Melgar      | Francisco Mendoza Pizarro | 23 de marzo | 13:15   | Gol Perú                |         |
| Ayacucho F. C.      | 2 – 0     | Alianza Lima         | Ciudad de Cumaná          | 23 de marzo | 15:30   | Gol Perú                |         |
| Academia Cantolao   | 0 – 0     | Sporting Cristal     | Miguel Grau               | 23 de marzo | 17:45   | Gol Perú                |         |
| Universitario       | 1 – 1     | Alianza Universidad  | Monumental                | 23 de marzo | 20:00   | Gol Perú                |         |
| Univ. San Martín    | 1 – 0     | Carlos A. Mannucci   | Alberto Gallardo          | 24 de marzo | 11:15   | Gol Perú                |         |
| Deportivo Municipal | 3 – 1     | Sport Boys           | Segundo Aranda Torres     | 24 de marzo | 16:00   | Gol Perú y Panamericana |         |
| Univ. César Vallejo | 3 – 0     | Unión Comercio       | Mansiche                  | 24 de marzo | 18:15   | Gol Perú                |         |
| UTC de Cajamarca    | 0 – 0     | Sport Huancayo       | Germán Contreras Jara     | 25 de marzo | 15:30   | Gol Perú                |         |

| Fecha 7              | Fecha 7   | Fecha 7             | Fecha 7                      | Fecha 7     | Fecha 7 | Fecha 7                 | Fecha 7 |
| Local                | Resultado | Visitante           | Estadio                      | Fecha       | Hora    | TV                      |         |
| -------------------- | --------- | ------------------- | ---------------------------- | ----------- | ------- | ----------------------- | ------- |
| Alianza Lima         | 2 – 2     | UTC de Cajamarca    | Alejandro Villanueva         | 29 de marzo | 20:00   | Gol Perú                |         |
| Unión Comercio       | 0 – 2     | Carlos A. Mannucci  | IPD de Moyobamba             | 30 de marzo | 13:15   | Gol Perú                |         |
| Deportivo Binacional | 4 – 2     | Universitario       | Guillermo Briceño Rosamedina | 30 de marzo | 15:30   | Gol Perú                |         |
| Sport Huancayo       | 0 – 1     | Real Garcilaso      | Huancayo                     | 30 de marzo | 17:45   | Gol Perú                |         |
| F. B. C. Melgar      | 3 – 1     | Univ. San Martín    | Monumental de la UNSA        | 30 de marzo | 20:00   | Gol Perú                |         |
| Sport Boys           | 0 – 1     | Ayacucho F. C.      | Miguel Grau                  | 31 de marzo | 13:30   | Gol Perú                |         |
| Alianza Universidad  | 0 – 0     | Pirata F. C.        | Heraclio Tapia               | 31 de marzo | 15:30   | –                       |         |
| Sporting Cristal     | 2 – 0     | Deportivo Municipal | Alberto Gallardo             | 31 de marzo | 16:00   | Gol Perú y Panamericana |         |
| Univ. César Vallejo  | 1 – 0     | Academia Cantolao   | Mansiche                     | 31 de marzo | 18:15   | Gol Perú                |         |

| Fecha 8             | Fecha 8   | Fecha 8              | Fecha 8                   | Fecha 8    | Fecha 8 | Fecha 8  |
| Local               | Resultado | Visitante            | Estadio                   | Fecha      | Hora    | TV       |
| ------------------- | --------- | -------------------- | ------------------------- | ---------- | ------- | -------- |
| Carlos A. Mannucci  | 0 – 1     | F. B. C. Melgar      | Mansiche                  | 5 de abril | 20:00   | Gol Perú |
| Univ. San Martín    | 1 - 1     | Alianza Universidad  | Alberto Gallardo          | 6 de abril | 13:15   | Gol Perú |
| Ayacucho F. C.      | 2 – 0     | Sporting Cristal     | Ciudad de Cumaná          | 6 de abril | 15:30   | Gol Perú |
| Academia Cantolao   | 1 – 1     | Unión Comercio       | Miguel Grau               | 6 de abril | 17:45   | Gol Perú |
| Deportivo Municipal | 1 – 0     | Univ. César Vallejo  | Segundo Aranda Torres     | 7 de abril | 11:15   | Gol Perú |
| Pirata F. C.        | 1 – 2     | Deportivo Binacional | Francisco Mendoza Pizarro | 7 de abril | 13:15   | Gol Perú |
| Real Garcilaso      | 2 – 1     | Alianza Lima         | Inca Garcilaso de la Vega | 7 de abril | 15:30   | Gol Perú |
| UTC de Cajamarca    | 2 – 0     | Sport Boys           | Germán Contreras Jara     | 8 de abril | 15:30   | Gol Perú |
| Universitario       | 1 – 1     | Sport Huancayo       | Monumental                | 1 de mayo  | 15:30   | Gol Perú |

| Fecha 9              | Fecha 9   | Fecha 9             | Fecha 9                      | Fecha 9     | Fecha 9 | Fecha 9  |
| Local                | Resultado | Visitante           | Estadio                      | Fecha       | Hora    | TV       |
| -------------------- | --------- | ------------------- | ---------------------------- | ----------- | ------- | -------- |
| Deportivo Binacional | 6 – 0     | Univ. San Martín    | Guillermo Briceño Rosamedina | 12 de abril | 15:30   | Gol Perú |
| Academia Cantolao    | 3 – 0     | Deportivo Municipal | Miguel Grau                  | 12 de abril | 17:45   | Gol Perú |
| Sport Boys           | 0 – 0     | Real Garcilaso      | Miguel Grau                  | 12 de abril | 20:00   | Gol Perú |
| Sport Huancayo       | 1 – 0     | Pirata F. C.        | Huancayo                     | 13 de abril | 15:30   | Gol Perú |
| Univ. César Vallejo  | 3 – 1     | Ayacucho F. C.      | Mansiche                     | 13 de abril | 20:00   | Gol Perú |
| Unión Comercio       | 1 – 1     | F. B. C. Melgar     | IPD de Moyobamba             | 14 de abril | 13:30   | Gol Perú |
| Alianza Universidad  | 3 – 0     | Carlos A. Mannucci  | Heraclio Tapia               | 14 de abril | 15:30   | -        |
| Sporting Cristal     | 3 – 1     | UTC de Cajamarca    | Estadio Alberto Gallardo     | 14 de abril | 16:00   | Gol Perú |
| Alianza Lima         | 2 – 3     | Universitario       | Alejandro Villanueva         | 15 de abril | 20:00   | Gol Perú |

| Fecha 10            | Fecha 10  | Fecha 10             | Fecha 10                  | Fecha 10    | Fecha 10 | Fecha 10 |
| Local               | Resultado | Visitante            | Estadio                   | Fecha       | Hora     | TV       |
| ------------------- | --------- | -------------------- | ------------------------- | ----------- | -------- | -------- |
| Real Garcilaso      | 1 – 1     | Sporting Cristal     | Inca Garcilaso de la Vega | 19 de abril | 15:30    | Gol Perú |
| Pirata F. C.        | 2 – 2     | Alianza Lima         | Francisco Mendoza Pizarro | 20 de abril | 13:15    | Gol Perú |
| Ayacucho F. C.      | 0 – 0     | Academia Cantolao    | Ciudad de Cumaná          | 20 de abril | 15:30    | Gol Perú |
| Carlos A. Mannucci  | 4 – 3     | Deportivo Binacional | Mansiche                  | 20 de abril | 17:45    | Gol Perú |
| F. B. C. Melgar     | 2 – 0     | Alianza Universidad  | Monumental de la UNSA     | 20 de abril | 20:00    | Gol Perú |
| Univ. San Martín    | 2 – 1     | Sport Huancayo       | Alberto Gallardo          | 21 de abril | 11:15    | Gol Perú |
| Deportivo Municipal | 1 – 0     | Unión Comercio       | Segundo Aranda Torres     | 21 de abril | 13:30    | Gol Perú |
| Universitario       | 4 – 0     | Sport Boys           | Monumental                | 21 de abril | 16:00    | Gol Perú |
| UTC de Cajamarca    | 4 – 1     | Univ. César Vallejo  | Germán Contreras Jara     | 23 de abril | 15:30    | Gol Perú |

| Fecha 11             | Fecha 11  | Fecha 11           | Fecha 11                     | Fecha 11    | Fecha 11 | Fecha 11 |
| Local                | Resultado | Visitante          | Estadio                      | Fecha       | Hora     | TV       |
| -------------------- | --------- | ------------------ | ---------------------------- | ----------- | -------- | -------- |
| Academia Cantolao    | 0 – 0     | UTC de Cajamarca   | Miguel Grau                  | 26 de abril | 17:45    | Gol Perú |
| Sport Boys           | 2 – 1     | Pirata F. C.       | Miguel Grau                  | 26 de abril | 20:00    | Gol Perú |
| Sport Huancayo       | 2 – 1     | Carlos A. Mannucci | Huancayo                     | 27 de abril | 15:30    | Gol Perú |
| Univ. César Vallejo  | 1 – 0     | Real Garcilaso     | Mansiche                     | 27 de abril | 17:45    | Gol Perú |
| Sporting Cristal     | 1 – 1     | Universitario      | Nacional                     | 27 de abril | 20:00    | Gol Perú |
| Deportivo Municipal  | 2 – 1     | Ayacucho F. C.     | Segundo Aranda Torres        | 28 de abril | 13:15    | Gol Perú |
| Deportivo Binacional | 3 – 1     | F. B. C. Melgar    | Guillermo Briceño Rosamedina | 28 de abril | 15:30    | Gol Perú |
| Alianza Universidad  | 2 – 2     | Unión Comercio     | Heraclio Tapia               | 28 de abril | 15:30    | -        |
| Alianza Lima         | 1 – 0     | Univ. San Martín   | Alejandro Villanueva         | 28 de abril | 18:00    | Gol Perú |

| Fecha 12            | Fecha 12  | Fecha 12             | Fecha 12                  | Fecha 12  | Fecha 12 | Fecha 12 |
| Local               | Resultado | Visitante            | Estadio                   | Fecha     | Hora     | TV       |
| ------------------- | --------- | -------------------- | ------------------------- | --------- | -------- | -------- |
| Carlos A. Mannucci  | 2 – 2     | Alianza Lima         | Mansiche                  | 3 de mayo | 20:00    | Gol Perú |
| Unión Comercio      | 0 – 1     | Ayacucho F. C.       | IPD de Moyobamba          | 4 de mayo | 13:15    | Gol Perú |
| UTC de Cajamarca    | 2 – 2     | Deportivo Municipal  | Germán Contreras Jara     | 4 de mayo | 15:30    | Gol Perú |
| F. B. C. Melgar     | 2 – 2     | Sport Huancayo       | Monumental de la UNSA     | 4 de mayo | 20:00    | Gol Perú |
| Univ. San Martín    | 1 – 1     | Sport Boys           | Alberto Gallardo          | 5 de mayo | 11:15    | Gol Perú |
| Pirata F. C.        | 0 – 0     | Sporting Cristal     | Francisco Mendoza Pizarro | 5 de mayo | 13:30    | Gol Perú |
| Alianza Universidad | 2 – 3     | Deportivo Binacional | Heraclio Tapia            | 5 de mayo | 15:30    | -        |
| Universitario       | 0 – 4     | Univ. César Vallejo  | Monumental                | 5 de mayo | 16:00    | Gol Perú |
| Real Garcilaso      | 2 – 2     | Academia Cantolao    | Inca Garcilaso de la Vega | 6 de mayo | 15:30    | Gol Perú |

| Fecha 13             | Fecha 13  | Fecha 13            | Fecha 13                     | Fecha 13   | Fecha 13 | Fecha 13 |
| Local                | Resultado | Visitante           | Estadio                      | Fecha      | Hora     | TV       |
| -------------------- | --------- | ------------------- | ---------------------------- | ---------- | -------- | -------- |
| Ayacucho F. C.       | 0 – 2     | UTC de Cajamarca    | Ciudad de Cumaná             | 10 de mayo | 15:30    | Gol Perú |
| Academia Cantolao    | 1 – 0     | Universitario       | Miguel Grau                  | 10 de mayo | 20:00    | Gol Perú |
| Sport Boys           | 3 – 2     | Carlos A. Mannucci  | Miguel Grau                  | 11 de mayo | 13:15    | Gol Perú |
| Deportivo Binacional | 3 – 1     | Unión Comercio      | Guillermo Briceño Rosamedina | 11 de mayo | 15:30    | Gol Perú |
| Sport Huancayo       | 2 – 0     | Alianza Universidad | Huancayo                     | 11 de mayo | 17:45    | Gol Perú |
| Univ. César Vallejo  | 2 – 2     | Pirata F. C.        | Mansiche                     | 11 de mayo | 20:00    | Gol Perú |
| Deportivo Municipal  | 1 – 1     | Real Garcilaso      | Segundo Aranda Torres        | 12 de mayo | 13:30    | Gol Perú |
| Alianza Lima         | 3 – 2     | F. B. C. Melgar     | Alejandro Villanueva         | 12 de mayo | 16:00    | Gol Perú |
| Sporting Cristal     | 4 – 0     | Univ. San Martín    | Alberto Gallardo             | 13 de mayo | 15:30    | Gol Perú |

| Fecha 14             | Fecha 14  | Fecha 14            | Fecha 14                     | Fecha 14   | Fecha 14 | Fecha 14 |
| Local                | Resultado | Visitante           | Estadio                      | Fecha      | Hora     | TV       |
| -------------------- | --------- | ------------------- | ---------------------------- | ---------- | -------- | -------- |
| Deportivo Binacional | 1 – 3     | Sport Huancayo      | Guillermo Briceño Rosamedina | 17 de mayo | 15:30    | Gol Perú |
| F. B. C. Melgar      | 1 – 1     | Sport Boys          | Monumental de la UNSA        | 17 de mayo | 20:00    | Gol Perú |
| Unión Comercio       | 4 – 0     | UTC de Cajamarca    | IPD de Moyobamba             | 18 de mayo | 11:00    | Gol Perú |
| Real Garcilaso       | 3 – 0     | Ayacucho F. C.      | Inca Garcilaso de la Vega    | 18 de mayo | 15:30    | Gol Perú |
| Carlos A. Mannucci   | 2 – 0     | Sporting Cristal    | Mansiche                     | 18 de mayo | 20:00    | Gol Perú |
| Pirata F. C.         | 0 – 1     | Academia Cantolao   | Francisco Mendoza Pizarro    | 19 de mayo | 11:15    | Gol Perú |
| Univ. San Martín     | 2 – 1     | Univ. César Vallejo | Alberto Gallardo             | 19 de mayo | 13:30    | Gol Perú |
| Alianza Universidad  | 2 – 1     | Alianza Lima        | Heraclio Tapia               | 19 de mayo | 15:30    | -        |
| Universitario        | 2 – 4     | Deportivo Municipal | Monumental                   | 19 de mayo | 16:00    | Gol Perú |

| Fecha 15            | Fecha 15  | Fecha 15             | Fecha 15              | Fecha 15   | Fecha 15 | Fecha 15 |
| Local               | Resultado | Visitante            | Estadio               | Fecha      | Hora     | TV       |
| ------------------- | --------- | -------------------- | --------------------- | ---------- | -------- | -------- |
| UTC de Cajamarca    | 3 – 2     | Real Garcilaso       | Héroes de San Ramón   | 24 de mayo | 15:30    | Gol Perú |
| Univ. César Vallejo | 1 – 0     | Carlos A. Mannucci   | Mansiche              | 24 de mayo | 20:00    | Gol Perú |
| Sporting Cristal    | 2 – 3     | F. B. C. Melgar      | Alberto Gallardo      | 25 de mayo | 11:15    | Gol Perú |
| Ayacucho            | 2 – 0     | Universitario        | Ciudad de Cumaná      | 25 de mayo | 15:30    | Gol Perú |
| Academia Cantolao   | 3 – 1     | Univ. San Martín     | Miguel Grau           | 25 de mayo | 17:45    | Gol Perú |
| Sport Boys          | 1 – 2     | Alianza Universidad  | Miguel Grau           | 25 de mayo | 20:00    | Gol Perú |
| Deportivo Municipal | 5 – 0     | Pirata F. C.         | Segundo Aranda Torres | 26 de mayo | 13:30    | Gol Perú |
| Alianza Lima        | 2 – 1     | Deportivo Binacional | Alejandro Villanueva  | 26 de mayo | 16:00    | Gol Perú |
| Sport Huancayo      | 3 – 1     | Unión Comercio       | Huancayo              | 27 de mayo | 20:00    | Gol Perú |

| Fecha 16                 | Fecha 16  | Fecha 16            | Fecha 16                     | Fecha 16   | Fecha 16 | Fecha 16 |
| Local                    | Resultado | Visitante           | Estadio                      | Fecha      | Hora     | TV       |
| ------------------------ | --------- | ------------------- | ---------------------------- | ---------- | -------- | -------- |
| Sport Huancayo           | 0 – 3     | Alianza Lima        | Huancayo                     | 31 de mayo | 20:00    | Gol Perú |
| Pirata F. C.             | 3 – 1     | Ayacucho F. C.      | Francisco Mendoza Pizarro    | 1 de junio | 11:00    | Gol Perú |
| Deportivo Binacional (G) | 2 – 0     | Sport Boys          | Guillermo Briceño Rosamedina | 1 de junio | 15:00    | Gol Perú |
| Carlos A. Mannucci       | 1 – 2     | Academia Cantolao   | Mansiche                     | 1 de junio | 17:45    | Gol Perú |
| F. B. C. Melgar          | 1 – 2     | Univ. César Vallejo | Monumental de la UNSA        | 1 de junio | 20:00    | Gol Perú |
| Unión Comercio           | 0 – 1     | Real Garcilaso      | IPD de Moyobamba             | 2 de junio | 11:15    | Gol Perú |
| Univ. San Martín         | 0 – 0     | Deportivo Municipal | Alberto Gallardo             | 2 de junio | 13:30    | Gol Perú |
| Alianza Universidad      | 1 – 1     | Sporting Cristal    | Heraclio Tapia               | 2 de junio | 15:30    | -        |
| Universitario            | 2 – 1     | UTC de Cajamarca    | Monumental                   | 2 de junio | 18:00    | Gol Perú |

| Fecha 17            | Fecha 17  | Fecha 17             | Fecha 17                  | Fecha 17    | Fecha 17 | Fecha 17 |
| Local               | Resultado | Visitante            | Estadio                   | Fecha       | Hora     | TV       |
| ------------------- | --------- | -------------------- | ------------------------- | ----------- | -------- | -------- |
| Alianza Lima        | 1 – 1     | Unión Comercio       | Alberto Gallardo          | 7 de junio  | 13:15    | Gol Perú |
| Real Garcilaso      | 0 – 0     | Universitario        | Inca Garcilaso de la Vega | 7 de junio  | 15:30    | Gol Perú |
| Univ. César Vallejo | 1 – 0     | Alianza Universidad  | Mansiche                  | 7 de junio  | 20:00    | Gol Perú |
| Deportivo Municipal | 1 – 1     | Carlos A. Mannucci   | Segundo Aranda Torres     | 8 de junio  | 13:15    | Gol Perú |
| Sporting Cristal    | 3 – 1     | Deportivo Binacional | Alberto Gallardo          | 8 de junio  | 15:30    | Gol Perú |
| Sport Boys          | 0 – 1     | Sport Huancayo       | Miguel Grau               | 8 de junio  | 17:45    | Gol Perú |
| Academia Cantolao   | 1 – 5     | F. B. C. Melgar      | Miguel Grau               | 8 de junio  | 20:00    | Gol Perú |
| Ayacucho F. C.      | 5 – 0     | Univ. San Martín     | Ciudad de Cumaná          | 10 de junio | 15:30    | Gol Perú |
| UTC de Cajamarca    | 4 – 1     | Pirata F. C.         | Héroes de San Ramón       | 11 de junio | 15:30    | Gol Perú |

### Tabla de resultados cruzados
| Local \ Visitante    | ACA | ALI | AUN | AYA | MAN | BIN | MUN | MEL | PIR | RGA | SBO | HUA | CRI | UCO | UCV | USM | UTC | UNI |
| -------------------- | --- | --- | --- | --- | --- | --- | --- | --- | --- | --- | --- | --- | --- | --- | --- | --- | --- | --- |
| Academia Cantolao    | —   | 1–2 |     |     |     | 0–4 | 3–0 |     |     |     |     |     | 0–0 | 1–1 |     |     | 0–0 | 1–0 |
| Alianza Lima         |     | —   |     |     |     | 2–1 | 2–2 | 3–2 |     |     | 3–0 |     | a   | 1–1 | 3–1 | 1–0 | 2–2 | 2–3 |
| Alianza Universidad  | 0–0 | 2–1 | —   | 1–0 | 3–0 | 2–3 |     |     | 0–0 | 2–1 |     |     | 1–1 | 2–2 |     |     |     |     |
| Ayacucho F. C.       | 0–0 | 2–0 |     | —   |     | 3–2 |     | 1–1 |     |     |     |     | 2–0 |     |     | 5–0 | 0–2 |     |
| Carlos A. Mannucci   | 1–2 | 2–2 |     | 4–4 | —   | 4–3 |     | 0–1 | 3–2 | 0–1 |     |     | 2–0 |     |     |     |     |     |
| Deportivo Binacional |     |     |     |     |     | —   | 3–0 | 3–1 |     |     | 2–0 | 1–3 |     | 3–1 | 1–0 | 6–0 | 4–1 | 4–2 |
| Deportivo Municipal  |     |     | 0–0 | 2–1 | 1–1 |     | —   |     | 5–0 | 1–1 | 3–1 | 2–2 |     | 1–0 | 1–0 |     |     | a   |
| F. B. C. Melgar      |     |     | 2–0 |     |     |     | 0–3 | —   |     |     | 1–1 | 2–2 |     |     | 1–2 | 3–1 | 1–1 | 2–1 |
| Pirata F. C.         | 0–1 | 2–2 |     | 3–1 |     | 1–2 |     | 2–0 | —   | 2–1 |     |     | 0–0 |     |     | 0–0 |     |     |
| Real Garcilaso       | 2–2 | 2–1 |     | 3–0 |     | 0–1 |     | 1–0 |     | —   |     |     | 1–1 |     |     | 2–1 |     | 0–0 |
| Sport Boys           | 0–0 | a   |     | 0–1 | 3–2 |     |     |     | 2–1 | 0–0 | —   | 0–1 | 0–3 | 0–1 |     |     |     | a   |
| Sport Huancayo       | 0–3 | 0–3 | 2–0 | 2–2 | 2–1 |     |     |     | 1–0 | 0–1 |     | —   | 0–2 | 3–1 |     |     |     |     |
| Sporting Cristal     |     | 1–0 |     |     |     | 3–1 | 2–0 | 2–3 |     |     |     |     | —   | 1–0 | 4–1 | 4–0 | 3–1 | 1–1 |
| Unión Comercio       |     |     |     | 0–1 | 0–2 |     |     | 1–1 | 2–0 | 0–1 |     |     |     | —   |     | 0–0 | 4–0 | 1–1 |
| Univ. César Vallejo  | 1–0 |     | 1–0 | 3–1 | 1–0 |     |     |     | 2–2 | 1–0 | 1–0 | 2–2 |     | 3–0 | —   |     |     |     |
| Univ. San Martín     |     |     | 1–1 |     | 1–0 |     | 0–0 |     |     |     | 1–1 | 2–1 |     |     | 2–1 | —   | 1–1 | 2–3 |
| UTC de Cajamarca     |     |     | 2–1 |     | 0–0 |     | 2–2 |     | 4–1 | 3–2 | 2–0 | 0–0 |     |     | 4–1 |     | —   |     |
| Universitario        |     | a   | 1–1 |     | 1–0 |     | 2–4 |     | 3–1 |     | 4–0 | 1–1 | a   |     | 0–4 |     | 2–1 | —   |

## Premios y reconocimientos

### Goleadores
| Bernardo Cuesta | Melgar               | 14 | 12 |
| Kevin Quevedo   | Alianza Lima         | 11 | 16 |
| Donald Millán   | Deportivo Binacional | 11 | 17 |
| Fuente: Liga1   |                      |    |    |

### Equipo ideal
| POR           | Patricio Álvarez    | Sporting Cristal     |
| DEF           | Carlos Cabello      | Academia Cantolao    |
| DEF           | Omar Merlo          | Sporting Cristal     |
| DEF           | Hervé Kambou        | Deportivo Binacional |
| MED           | Egidio Arévalo Ríos | Deportivo Municipal  |
| MED           | Ricardo Buitrago    | Deportivo Municipal  |
| MED           | Andy Polar          | Deportivo Binacional |
| MED           | Donald Millán       | Deportivo Binacional |
| DEL           | Kevin Quevedo       | Alianza Lima         |
| DEL           | Santiago Silva      | Univ. César Vallejo  |
| DEL           | Bernardo Cuesta     | Melgar               |
| Fuente: Liga1 |                     |                      |